# PAgP
Port Aggregation Protocol (PAgP) (Агрегирование каналов)  - проприетарный протокол компании  Cisco Systems, служит для автоматизации агрегирования физических Ethernet портов коммутатора в один логический. Такое объединение позволяет увеличивать пропускную способность и надежность канала. Агрегирование каналов может быть настроено между двумя коммутаторами, коммутатором и маршрутизатором, между коммутатором и хостом.  

Для агрегирования каналов существуют другие названия: 

- port trunking (в Cisco trunk'ом называется тегированный порт, поэтому с этим термином путаницы больше всего),
- EtherChannel (в Cisco так называется агрегирование каналов, это может относиться как к настройке статических агрегированных каналов, так и с использованием протоколов LACP или PAgP),
- port channel,
- NIC bonding.